# Enrico Delle Carceri
Enrico Delle Carceri (XII secolo – dopo il 4 novembre 1227) è stato un vescovo cattolico italiano.

## Biografia
Veronese di origini,  assistette alla conversione del beato mantovano Giovanni Bono. Tradizionalmente il suo episcopato si fa iniziare nel 1192; il primo documento storico che lo menziona, come episcopus electus Mantuanus, è datato 19 ottobre 1193. Durante il suo mandato Mantova venne visitata da Francesco d'Assisi al cui ordine venne intitolata la cappella dell'Incoronata, nel luogo in cui sorse successivamente il convento dei francescani. Per due volte ricoprì la carica di podestà di Mantova.
Non è nota la data di morte. L'ultimo documento coevo che menziona il vescovo Enrico è del 4 novembre 1227, mentre il suo successore, Pellizzario, è attestato per la prima volta l'8 gennaio 1229. La morte di Enrico deve essere perciò avvenuta entro queste due date.